# بابلو غارزا
بابلو غارزا (بالإنجليزية: Pablo Garza) هو فنان قتال مختلط أمريكي، ولد في 16 سبتمبر 1983 في واسكو في الولايات المتحدة.

## وصلات خارجية
- بابلو غارزا على موقع شيردوغ (الإنجليزية)
- بابلو غارزا على موقع IMDb (الإنجليزية)